# To Beast or Not to Beast
To Beast or Not to Beast ist das sechste Studioalbum der finnischen Hard-Rock-Band Lordi. Es wurde vom Label AFM Records am 1. März 2013 in Europa und am 19. März desselben Jahres in den USA veröffentlicht. Die erste Single "The Riff" ist am 8. Februar 2013 erschienen. Aufgenommen wurde das Album 2012 im WireWorld Studio in Nashville, Tennessee.
Das Album wurde ab dem 1. September 2012 produziert und war nach seinem Vorgänger "Babez for Breakfast" das zweite Album, bei dem Lordi mit Michael Wagener als Produzent zusammenarbeiteten. Außerdem war es das erste Album mit den neuen Band-Mitgliedern Mana und Hella sowie das erste Album nach dem Tod des ehemaligen Schlagzeugers der Band, Otus. Ihm ist das letzte Stück "SCG6: Otus' Butcher Clinic" gewidmet, das ein von ihm gespieltes Schlagzeug-Solo enthält.
Das Album wurde von der Band vorab als härtestes bisheriges Lordi-Album bezeichnet.

## Titelliste
1. We're Not Bad for the Kids (We're Worse)
2. I Luv Ugly
3. The Riff
4. Something Wicked This Way Comes
5. I'm the Best
6. Horrifiction
7. Happy New Fear
8. Schizo Doll
9. Candy for the Cannibal
10. Sincerely with Love
11. SCG6: Otus' Butcher Clinic

## Singles
1. The Riff – 8. Februar 2013

## Rezensionen
Katrin Riedl vom Metal-Hammer-Magazin erwähnte in ihrer Kritik "die raue, sofort wiedererkennbare Stimme von Mr. Lordi sowie die Horroratmosphäre und kuriose Song-Titel", die die Markenzeichen der Band seien. Vom Sound her hätten sich "die Grand Prix-Monster nur wenig aus ihrer Hard Rock-Ecke herausgewagt, experimentieren aber wenigstens hier und da mit einer Prise Electro oder Industrial."
Jens Peters vom Rock Hard meinte, Lordi "kredenzen auch im Jahr 2013 einen eingängigen Mix aus klassischem Heavy Metal à la Accept und Hardrock im Stil von Alice Cooper."

## Mitglieder
- Mr. Lordi – Lead-Gesang
- Amen – Gitarre
- Mana – Schlagzeug
- Ox – Bass
- Hella – Keyboard